# Blondes Gift (1919)
Blondes Gift ist ein deutsches Filmdrama von 1919.

## Handlung
Die literarische Vorlage stammt von Paul Langenscheidt und dessen Roman Blondes Gift. Obwohl der Film mindestens eine Vorführung im September 1919 am Theater am Moritzplatz in Berlin erlebt hat, ist eine Handlungsbeschreibung nicht möglich, da der Film kurz darauf verboten wurde. Bekannt ist, dass es sich um die Geschichte einer Dirne (hier am ehesten im Sinne einer Femme fatale) namens Loni gehandelt hat, die ihren Mann zuerst ins Verderben stürzt und dann beim Tod ihrer beiden Liebhaber keinerlei Reue zeugt, da sie sich – in der Schlussszene – dem nächstbesten, hier einem Polizeileutnant – in die Arme wirft. The German Early Cinema Database vermerkt als Handlung lediglich lapidar den Satz „Junger Mann stiehlt Geld für leichtfertige Tänzerin.“

## Hintergrund
Produktionsfirma war die Maak-Film Leipzig (Nr. 3), die Verleihfirma die Atlas-Film-Gesellschaft Berlin. Die Bauten erschuf Karl Machus, die Kostüme entwarf Charles Drecoll. In seiner ursprünglichen Fassung hatte der Film sechs Akte auf 2.200 Metern, das entspricht ca. 107 Minuten.
Die Polizei Berlin belegte ihn anfänglich lediglich mit einem Jugendverbot (Nr. 433.., vollständige Nummer fehlt). Die Polizei München verbot ihn (Nr. 33468, 33469, 33470, 33471, 33472, 33473).
Am 13. Dezember 1920 wurde er der Filmprüfstelle vorgelegt, woraufhin er verboten wurde (Nr. 892). Das Verbot wurde am 19. Januar 1921 trotz einer Kürzung auf 1.933 Meter bestätigt. Es folgte eine weitere Kürzung auf 1.978 Meter und trotz der Beschwerde hielt auch die Oberprüfstelle am 15. September 1921 (Nr. 4230) an dem Urteil der Vorinstanz mit der Begründung, „daß es in der Absicht des Herstellers lag, die Darstellung mit grobsinnlichen Wirkungen zu durchsetzen, unnötig und aufdringlich wiederholt geschlechtlichte Vorgänge anzudeuten und darauf hinzuwirken, dass in entsittlichender Weise der Zuschauer durch dies Darstellungen aufgereizt werde“ fest.